# Syllitus heros
Syllitus heros là một loài bọ cánh cứng trong họ Cerambycidae.